# 지도첩

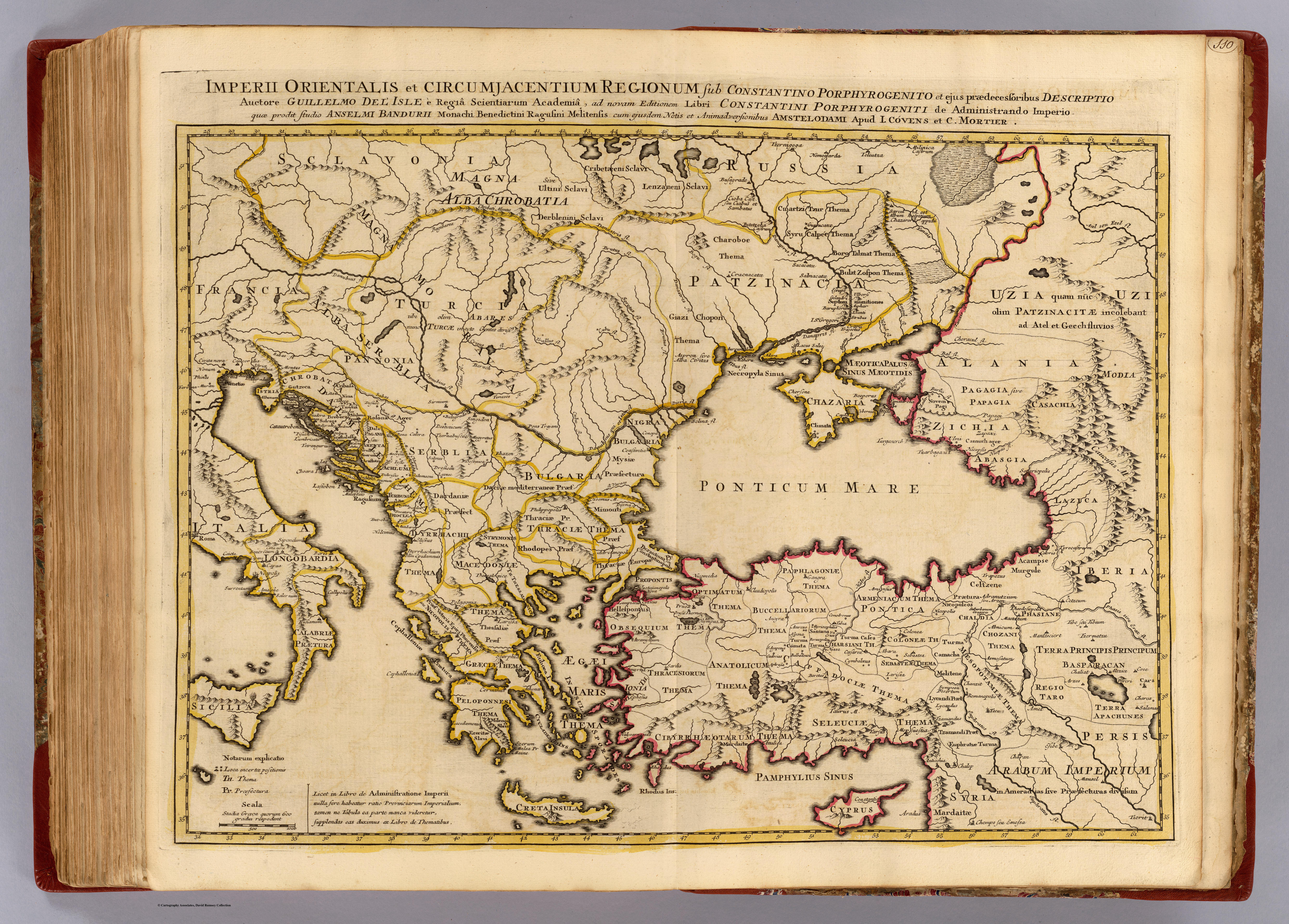

지도첩(地圖帖, 영어: atlas 아틀라스[*])은 많은 지도를 모아 한 권 또는 여러 권으로 제본된 것을 말한다.

## 목록
- 메르카토르의 지도첩(Atlas) (1578년)
- 내셔널 지오그래픽 Atlas of the World (미국, 1963년–현재)
- 돌링 킨더슬리 Atlas of the World 1994년–현재

디지털
- 구글 지도 (2005년)
- 위키매피아 (2006년)